# Xã Goshen, Quận Clermont, Ohio
Xã Goshen (tiếng Anh: Goshen Township) là một xã thuộc quận Clermont, tiểu bang Ohio, Hoa Kỳ. Năm 2010, dân số của xã này là 15.505 người.